# Cara (brano musicale)
Cara è un brano di Lucio Dalla scritto nel 1980 e pubblicato nell'album Dalla. 
Scritta con l’amico e filosofo Stefano Bonaga, "Cara" è del 1980 inserita nell’album "Dalla"..

## Storia e significato
Cara, in origine aveva come titolo Dialettica dell'immaginario, perché all'inizio era nata come meccanismo progressivo d'invenzione del desiderio; pensando a questo titolo risulta più facile comprenderne il significato.
Il testo è una riflessione di un innamorato che pensa a una ipotetica sua amata, una ragazza molto più giovane di lui, che tuttavia sente ormai lontana.
Il protagonista esprime confusamente diversi pensieri; dapprima con la ragazza molto più giovane aveva avuto intenzioni non troppo edificanti (..."volevo prenderti per mano e cascare dentro a un letto"), poi pensa al rischio di rimanere coinvolto (debbo stare attento a non cadere nel vino o finir dentro ai tuoi occhi, se mi vieni più vicino) e infine sta morendo, mentre la ragazza spensierata, mangia il gelato. Per cui inizia a rinunciare e, con uno slancio d'orgoglio, si assolve per non aver approfittato del proprio ascendente quando avrebbe potuto ("ricorda che a quel muro t'avrei potuta inchiodare se non fossi uscito fuori per provare anch'io a volare"), infine si "racconta" di aver avuto da subito intenzioni serie ("per uno come me, poveretto, che voleva prenderti per mano...e volare sopra un tetto", mentre nella strofa precedente voleva solo cascare dentro a un letto).
Il protagonista tuttavia esprime il desiderio di capire le preferenze del partner, evidenziando forse il desiderio di una connessione più profonda e il desiderio di intimità emotiva.. Ma infine rinuncia definitivamente (Buonanotte, anima mia, adesso spengo la luce e così sia).